# 루이스 카스타녜다 로시오
오스카르 루이스 카스타녜다 로시오(스페인어: Óscar Luis Castañeda Lossio 오스카르 루이스 카스타녜다 로시오[*], 1945년 6월 21일~2022년 1월 12일)는 21세기 페루의 변호사 출신 정치인이다. 지난날 후지모리 정권이 붕괴된 이후 페루 리마 1부시장 직책을 거쳐 페루에서 4선 리마 시장 직책을 지냈다.
페루 로마 교황청립 리마 가톨릭 대학교 법학과(학사)와 페루 상위고급중앙종합국방대학원(행정학 석사)을 나왔고, 12년간 페루 육군 군법무관 장교 직책 복무하다가 1980년 2월 29일에 육군 소령으로 예편하였다. 그 후 변호사로 활동하다가 1994년 12월 8일 공식 정계 입문의 입장을 발표한 이후 그로부터 4년 뒤에는 드디어 1998년 5월 5일, 국민연대당을 창당하여 상급으로 대표최고위원 직위에 있었다. 2000년 5월 28일 페루 대통령 선거 후보로도 출마하였지만, 당시 푸히모리 대선 후보 겸 현직 대통령에게 참패하여 낙선하였고 같은 해 6월 11일 당시 정계 입문 6년차 시절이자 창당 2년여만에 탈당하였다.
2000년 12월 1일을 기하여 페루 리마 제1부시장 직책에 보임되었고, 2년 후인 2002년 12월 1일 안드라데 리마 시장의 사퇴로 인해 잠시간 리마 시장 직무대행 직책을 겸하였다. 동시에 리마 시장 선거 무소속 후보로도 출마하여 당선되어, 2003년 1월 1일 시장에 정식 취임하였다. 2003년 3월 2일을 기하여 페루 전국주의연대에 입당하였지만 결국 3년 후 2006년 3월 25일 탈당하여 무소속 재전향하였다가, 5일 만인 3월 30일 국가연대국민회의연합당에 탈당한 지 6년여 만에 복당하여 훗날 같은 해 2006년 11월 이후로 연거푸 페루에서 내리 3선 시장을 더 지내는 등 모두 4선으로 리마 시장을 지냈다.

## 역대 선거 결과
| 선거명      | 직책명        | 대수 | 정당              | 1차 득표율 | 1차 득표수  | 2차 득표율 | 2차 득표수 | 결과 | 당락           |
| ----------- | ------------- | ---- | ----------------- | ---------- | ----------- | ---------- | ---------- | ---- | -------------- |
| 2000년 선거 | 페루의 대통령 | 54대 | 국민연대당        | 1.80%      | 199,814표   |            |            | 5위  | 낙선           |
| 2002년 선거 | 리마 시장     | 66대 | 페루 전국주의연대 | 39.89%     | 1,421,809표 |            |            | 1위  | 리마 시장 당선 |
| 2006년 선거 | 리마 시장     | 66대 | 페루 전국주의연대 | 47.82%     | 1,960,588표 |            |            | 1위  | 리마 시장 당선 |
| 2011년 선거 | 페루의 대통령 | 58대 | 국민연대당        | 9.83%      | 1,440,143표 |            |            | 5위  | 낙선           |
| 2014년 선거 | 리마 시장     | 68대 | 국민연대당        | 50.77%     | 2,583,745표 |            |            | 1위  | 리마 시장 당선 |